# Ē̱̂
Ē̱̂ (minuscule : ē̱̂), appelé E macron accent circonflexe macron souscrit, est une lettre latine utilisée dans l’écriture du kiowa.
Il s’agit de la lettre E diacritée d’un macron, d’un accent circonflexe et d’un macron souscrit.

## Représentations informatiques
Le E macron accent circonflexe macron souscrit peut être représenté avec les caractères Unicode suivants : 
- composé et normalisé NFC (latin étendu A, diacritiques) :

| formes    | représentations | chaînes de caractères | points de code       | descriptions                                                                                |
| --------- | --------------- | --------------------- | -------------------- | ------------------------------------------------------------------------------------------- |
| capitale  | Ē̱̂               | Ē◌̱◌̂                   | U+0112 U+0331 U+0302 | lettre majuscule latine e macron diacritique macron souscrit diacritique accent circonflexe |
| minuscule | ē̱̂               | ē◌̱◌̂                   | U+0113 U+0331 U+0302 | lettre minuscule latine e macron diacritique macron souscrit diacritique accent circonflexe |

- décomposé et normalisé NFD (latin de base, diacritiques) :

| formes    | représentations | chaînes de caractères | points de code              | descriptions                                                                                            |
| --------- | --------------- | --------------------- | --------------------------- | --- |
| capitale  | Ē̱̂               | E◌̱◌̄◌̂                  | U+0045 U+0331 U+0304 U+0302 | lettre majuscule latine e diacritique macron souscrit diacritique macron diacritique accent circonflexe |
| minuscule | ē̱̂               | e◌̱◌̄◌̂                  | U+0065 U+0331 U+0304 U+0302 | lettre minuscule latine e diacritique macron souscrit diacritique macron diacritique accent circonflexe |